# Westgate (Nouvelle-Zélande)
Westgate  est une localité située dans l’île du Nord de la Nouvelle-Zélande.

## Situation
Westgate est située dans le nord-ouest de la cité d’Auckland, et elle a un centre-ville en développement rapide. 

## Toponymie
Le nom de la banlieue dans laquelle, elle est localisée, fut changé de "Massey North" en "Westgate" en 2013. 
Le secteur était initialement une partie de Waitakere City de 1989 jusqu’en 2010 et sa transformation en une banlieue pour le conseil d’Auckland.

## Projection d’avenir
Le centre de la nouvelle ville régional sera le hub pour les activités commerciales et de détail dans la région du nord-ouest de la cité d’Auckland. 
Le conseil a un certain nombre de partenaires pour son développement et doit lui-même créer le nouveau cœur civique comprenant la nouvelle bibliothèque. 
Le square de la ville sera la caractéristique du secteur pour les dîners externes avec un large espace public, qui restera piétonnier. 
Un réseau de parcs de haute qualité, très extensifs et des chemins de randonnées seront alors aussi créés .